# Куропятник, Геннадий Петрович
Геннадий Петрович Куропятник  (1 сентября 1924, с. Хорошки, Полтавская область, Украина — 11 декабря 2019) — советский и российский учёный-американист, доктор исторических наук (1969). Заслуженный деятель науки РФ (1994). Ведущий научный сотрудник Института всеобщей истории РАН. Специалист по истории и внешней политике США, российско-американским отношениям, аграрным проблемам и фермерскому движению.
В Институте всеобщей истории РАН с 1953 по 2012 г.

## Биография
В 1948 году окончил исторический факультет Московского государственного института международных отношений.
С 1948—1950 гг. работал в МИД СССР. В 1953 году защитил кандидатскую диссертацию («Захват Гавайских островов Соединёнными Штатами»). С 1953 года работает в системе АН СССР (РАН), в том числе в Центре североамериканских исследований Института всеобщей истории РАН. В 1962—1967 гг. — сотрудник аппарата Организации Объединённых Наций. В 1969 году защитил докторскую диссертацию («Фермерское движение в США: от грейнджеров к Народной партии (1867—1896 гг.)»). Автор и соавтор многочисленных трудов.
Скончался на 96 году жизни